# Resolució 2425 del Consell de Seguretat de les Nacions Unides
La Resolució 2425 del Consell de Seguretat de les Nacions Unides fou adoptada per unanimitat el 29 de juny de 2018. Després de recordar la Resolució 2363 (2017), i en virtut del Capítol VII de la Carta de les Nacions Unides, el Consell va ampliar el mandat de l'Operació Híbrida de la Unió Africana i les Nacions Unides al Darfur (UNAMID) fins al 13 de juliol de 2018 i estendre el seu mandat perquè pugui protegir els civils i facilitar l'ajut humanitari.